# Tro Bro Leon 2021
La 37e édition du Tro Bro Leon a lieu le 17 mai 2021. La course fait partie du calendrier UCI ProSeries 2021 en catégorie 1.Pro. C'est également la quatrième épreuve de la Coupe de France de cyclisme sur route 2021. Connor Swift (Arkéa-Samsic) l'emporte au sprint devant ses trois compagnons d'échappée Piet Allegaert, Baptiste Planckaert et Olivier Le Gac. Ce dernier est à la fois le meilleur français et le meilleur breton de la course.

## Présentation
Vingt et une équipes participent à ce Tro Bro Leon : six WorldTeams, onze équipes continentales professionnelles et quatre équipes continentales.
| WorldTeams (6)- AG2R Citroën Team - Cofidis - EF Education-Nippo - Groupama-FDJ - Intermarché-Wanty-Gobert Matériaux - Lotto Soudal ProTeams (11)- Alpecin-Fenix - Arkéa-Samsic - B&B Hotels p/b KTM - Bingoal Pauwels Sauces WB - Burgos-BH - Delko - Euskaltel-Euskadi - Equipo Kern Pharma - Rally Cycling - Total Direct Énergie - Uno-X Pro Cycling Team Équipes continentales (4)- BEAT Cycling - Riwal - Saint Michel-Auber 93 - Xelliss-Roubaix Lille Métropole |
| |

## Classement final
| \| Classement général \| Classement général \| Classement général \| Classement général \| Classement général \| \| Coureur \| Coureur \| Pays \| Équipe \| Temps \| \| ------------------ \| ------------------- \| ------------------ \| ---------------------------------- \| ------------------ \| \| 1er \| Connor Swift \| Royaume-Uni \| Arkéa-Samsic \| 5 h 18 min 38 s \| \| 2e \| Piet Allegaert \| Belgique \| Cofidis \| + 0 s \| \| 3e \| Baptiste Planckaert \| Belgique \| Intermarché-Wanty-Gobert Matériaux \| + 0 s \| \| 4e \| Olivier Le Gac \| France \| Groupama-FDJ \| + 0 s \| \| 5e \| Rasmus Tiller \| Norvège \| Uno-X Pro Cycling Team \| + 0 s \| \| 6e \| John Degenkolb \| Allemagne \| Lotto-Soudal \| + 26 s \| \| 7e \| Oliver Naesen \| Belgique \| AG2R Citroën Team \| + 26 s \| \| 8e \| Bram Welten \| Pays-Bas \| Arkéa-Samsic \| + 26 s \| \| 9e \| Christophe Laporte \| France \| Cofidis \| + 26 s \| \| 10e \| Kevin Geniets \| Luxembourg \| Groupama-FDJ \| + 26 s \| |                     |             |                                    |                 |
| |                     |             |                                    |                 |
| Source : ProCyclingStats |                     |             |                                    |                 |
| Classement général |                     |             |                                    |                 |
| Coureur | Coureur             | Pays        | Équipe                             | Temps           |
| 1er | Connor Swift        | Royaume-Uni | Arkéa-Samsic                       | 5 h 18 min 38 s |
| 2e | Piet Allegaert      | Belgique    | Cofidis                            | + 0 s           |
| 3e | Baptiste Planckaert | Belgique    | Intermarché-Wanty-Gobert Matériaux | + 0 s           |
| 4e | Olivier Le Gac      | France      | Groupama-FDJ                       | + 0 s           |
| 5e | Rasmus Tiller       | Norvège     | Uno-X Pro Cycling Team             | + 0 s           |
| 6e | John Degenkolb      | Allemagne   | Lotto-Soudal                       | + 26 s          |
| 7e | Oliver Naesen       | Belgique    | AG2R Citroën Team                  | + 26 s          |
| 8e | Bram Welten         | Pays-Bas    | Arkéa-Samsic                       | + 26 s          |
| 9e | Christophe Laporte  | France      | Cofidis                            | + 26 s          |
| 10e | Kevin Geniets       | Luxembourg  | Groupama-FDJ                       | + 26 s          |

### Classements UCI
La course attribue des points au Classement mondial UCI 2021 selon le barème suivant.
| Position           | 1er | 2e  | 3e  | 4e  | 5e | 6e | 7e | 8e | 9e | 10e | 11e | 12e | 13e | 14e | 15e | 16e à 30e | 31e à 40e |
| Classement général | 200 | 150 | 125 | 100 | 85 | 70 | 60 | 50 | 40 | 35  | 30  | 25  | 20  | 15  | 10  | 5         | 3         |